# Sussi Persson
Sussie Ingeborg Persson, född 25 februari 1916 i Helsingborgs Maria församling, Helsingborg, död där 2 maj 2005, var en svensk konsthantverkare och målare.
Hon var dotter till guldsmeden Fritiof Persson och Lina Beckel samt syster till Sigurd Persson. Hon var från 1942–1953 elev och medhjälpare till Hugo Gehlin och arbetade då med glasmålning och mosaikarbeten. Hon studerade vid Det Kongelige Danske Kunstakademi i Köpenhamn 1951–1953 och under ett stort antal studieresor i Europa. Hon medverkade sedan 1953 i utställningar med Helsingborgs konstförening och Höganäs konstförening. Bland hennes offentliga arbeten märks en mosaik för kustsanatoriet i Vejbystrand. Hennes konst består av mosaikarbeten, målningar utförda i olja eller akvarell samt silverarbeten.